# Pieterskerkhof (Leiden)
Het Pieterskerkhof is een reeks van pleintjes en straten langs de oost-, noord- en westkant van de Pieterskerk in de Nederlandse stad Leiden. 
Het is de centrale openbare ruimte in de binnenstedelijke Pieterswijk.
De straat aan de zuidkant heet de Kloksteeg. Hier bevindt zich ook een kerkingang.
De grootste pleinruimte van het Pieterskerkhof, het Pieterskerkplein, bevindt zich aan de westkant van de kerk, aan de zijde waar ooit de toren stond.
Aan deze pleinruimte ligt ook het Gravensteen, de voormalige stadsgevangenis, dat aan de andere zijde aan het Gerecht ligt.
Totdat ruimte werd gemaakt op de bolwerken was het Pieterskerkhof in gebruik als begraafplaats. De graven werden hier halverwege de 17e eeuw geruimd.